# Marcello Appignani

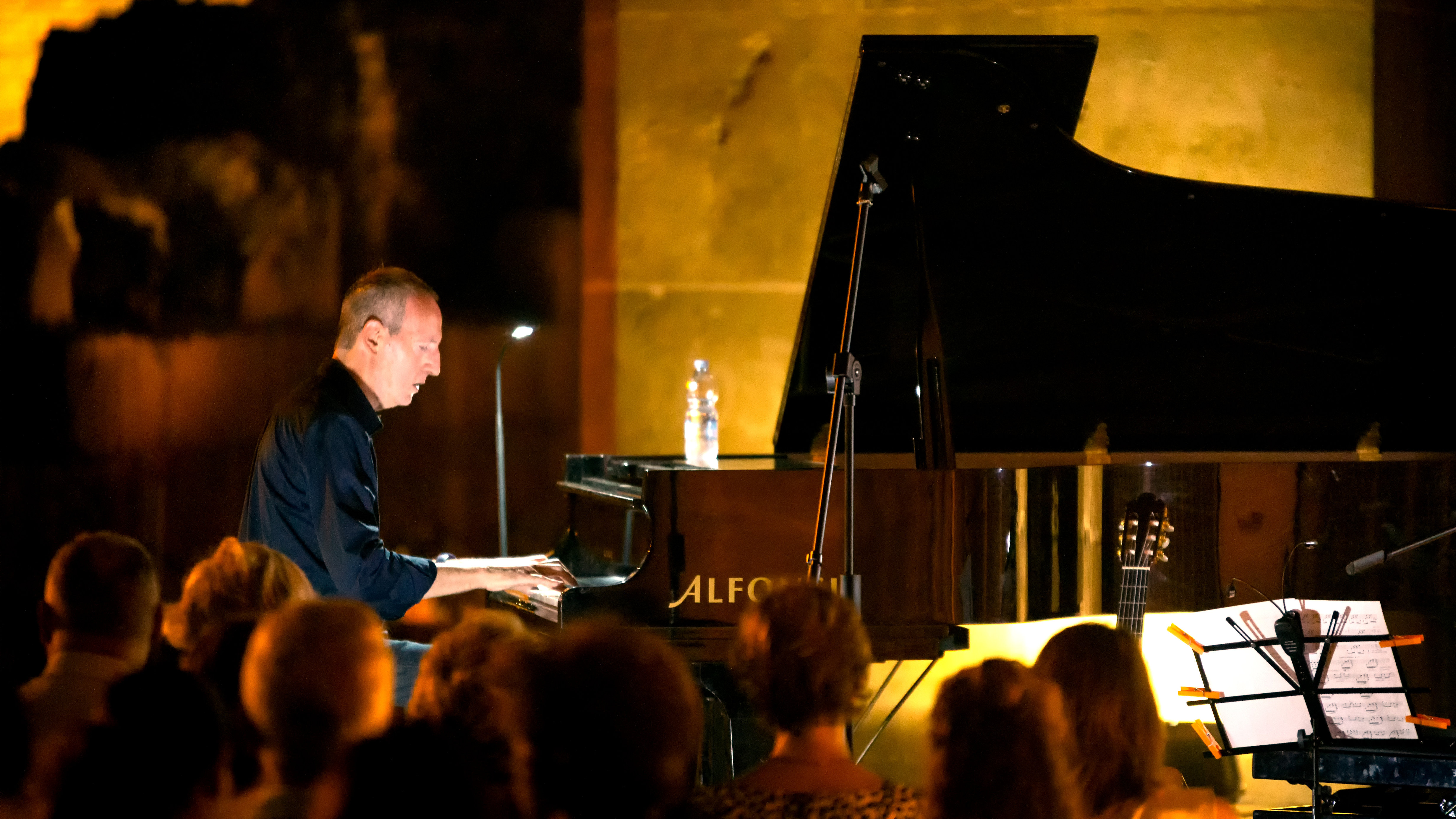
Marcello Appignani durante il concerto al Teatro di Marcello di Roma del 01/08/2019

Marcello Appignani (Roma, 18 marzo 1963) è un musicista e compositore italiano.

## Biografia
Figlio di un primo clarinetto della Banda musicale della Guardia di Finanza, ha iniziato a studiare pianoforte in giovane età con il maestro Assunta Giordani e, in seguito, ha studiato Composizione con il maestro Alessandro Forti per poi laurearsi in Composizione al Conservatorio Licinio Refice di Frosinone sotto la guida del maestro Enrico Marocchini.
Come compositore ha scritto molte musiche per sonorizzazioni, soprattutto destinate al teatro.
Come concertista polistrumentista - suona chitarra, pianoforte e organo - si è esibito in diversi teatri e spazi di Roma e d'Italia quali: il Teatro di Marcello, la Casa del jazz, il Music Inn, la Biblioteca Angelica e la Biblioteca Casanatense a Roma; il Teatro Bernini ad Ariccia, il Palazzo Serra di Cassano a Napoli, il Teatro comunale Giuseppe Manini a Narni e molti altri.
Ha pubblicato nove album e ha accompagnato con le sue musiche per pianoforte e chitarra le presentazioni di libri di importanti nomi della cultura italiana come: Dacia Maraini, Marcello Veneziani , Morando Morandini ed altri.
Appassionato della musica progressive e, in particolare, del gruppo Le Orme, ha aperto due loro concerti presso la Casa del jazz ed il Crossroads Live Club.
In qualità di compositore e concertista, con la direzione di Stefano De Sando e con la regia di Silvio Peroni, si è esibito nelle edizioni 2009, 2010 e 2013 di Capalbio Poesia che hanno visto, tra gli altri, la partecipazione di Paola Gassman, Daniela Poggi, Emanuele Salce e Marina Tagliaferri.

Inoltre ha scritto articoli per le riviste “Fare Musica” e “Music File Magazine” e, dal 2015, è il Direttore Artistico della sezione Classica dell'Agenzia Euromusic. È membro della SIMC - Società Italiana Musica Contemporanea fondata da Alfredo Casella e Responsabile Editoriale delle edizioni MEP - Music Ensemble Publishing.

## Discografia
- Piume dal cielo (Terre Sommerse, 2006)
- L'ultima notte di nozze (Terre Sommerse, 2009)
- Sulle tracce di antichi solchi (Academy A.M.S., 2009)
- Coevica (Academy A.M.S., 2011)
- Italy d'Essai (Believe Digital, various artists, 2013)
- Metamorphoses XXI (Helikonia/Production ASA, 2013)[4]
- Natura viva con oboe, chitarra e violocello] (RAI Trade/Production ASA, 2014)[5]
- Coevica 2.16 (Academy A.M.S., 2016)
- Solochitarra (feat. Andrea Monarda, MEP, Egea, 2017)[6][7]
- Angeli - Nuove apparizioni (MEP, Egea, 2023)

## Composizioni

### Teatro
- 2004 – “Confessioni su uno zerbino” per la Compagnia teatrale Alphadrama, finalista alla II edizione del Festival Internazionale di Teatro “Calanchi” nella Repubblica di San Marino
- 2004 – “Due minuti”, corto teatrale di Daniela Ariano, menzione speciale della giuria alla rassegna “Espressioni – le identità della metropoli” al Teatro dei Satiri di Roma
- 2005 – “La sposa di Corinto”, dramma teatrale di Gennaro Francione
- 2005 – “Lo strano caso del dott. Jekyll e del sig. Hyde”, dall'omonimo romanzo di Robert L. Stevenson, adattamento teatrale di Daniela Ariano
- 2006 – “L'ultima notte di nozze”, dramma teatrale di Daniela Ariano con il patrocinio di Amnesty International
- 2008 – “Cipolle”, commedia teatrale di Cristina Vignato
- 2008 – “Coppie in divieto di sesso”, commedia teatrale di Daniela Ariano
- 2011 – “Gli angeli di Milosz”, omaggio teatrale al poeta Czesław Miłosz. Regia di Claudio Jankowski. Con Ennio Coltorti e Paola Conte [8]
- 2012 – “Vox Artist”, spettacolo teatrale di Daniela Ariano
- 2017 – "Il viaggio - Quando Caravaggio incontrò la Morte", spettacolo teatrale di Daniela Ariano

### Eventi letterari
- 2009 – “Sinfonietta”, conferenza spettacolo su Angelo Maria Ripellino a cura di Giuseppe Manfridi - Capalbio Poesia
- 2010 – “La terra santa”, monografia su Alda Merini di Stefano De Sando e Silvio Peroni - Capalbio Poesia
- 2011 – “Coevica”, romanzo “Coeva” dei TheCoevas
- 2012 – “La presenza di Giano”, poema di Marco Onofrio e Raffaello Utzeri

### Televisione
- 2010 Sigla del programma “Sogno comico” in onda su Tele Roma 56 e SKY 877
- Brani per il programma RAI “Ballarò” - Stagione 2011/2012

### Lungometraggi
- 2006 – “Cento di queste notti” di Giuseppe La Rosa, Mediacinema
- 2007 – “Armageddon – L'ultima leggenda” di Flavio Merlino, New Moon Rising
- 2007 – "Riturnella" di Francesca Garcea (brano "Riframaker"), menzione speciale della giuria alla sessantunesima edizione del Festival Internazionale del Cinema di Salerno
- 2009 – "La guerra dei corti" di Jonny Triviani, Margot Produzioni
- 2011 – Musica originale per la logo animation della Emmebi Film Productions

### Cortometraggi
- 2003 – “L'attesa” di Giuseppe La Rosa, Mediacinema, finalista al Giffoni Film Festival 2004, al Next Generation di Miami 2004 e al 45° Film Festival di Cracovia
- 2007 – “Abdul cerca casa” di Jonny Triviani, Margot Produzioni, vincitore del Festival di Frosinone “Cinema e Ciociaria”
- 2007 – “Film d'amour II” e “Film d'amour III” di Jonny Triviani, Margot Produzioni
- 2007 – “Giovani demoni” di Alessandro Riccardi
- 2007 – “Stop” di Jonny Triviani, Margot Produzioni
- 2008 – “Arsenio in 10 minuti” di Jonny Triviani, Margot Produzioni

### Varie
- Trascrizione per pianoforte solo di alcuni brani strumentali del gruppo rock progressive Le Orme [9]
- CD-Rom “Favolando”, Associazione Culturale “L'anello”
- Mostra collettiva “Angeli”, Associazione Culturale “L'anello”, Comune di Cassino
- CD-Rom “Tutto sulla batteria”, Renault
- Brani demo per il lancio del synth Oberheim OB12
- CD-Rom “Villa d'Este e Tivoli nel ‘500”, Hardware Solutions
- CD-Rom “Il villaggio delle favole”, Il Ragno Incantato Edizioni